# ...quasi come Dumas...
...quasi come Dumas... è il quattordicesimo album di Francesco Guccini, il quarto registrato dal vivo, pubblicato nel 1988.

## Descrizione
Il disco è stato registrato dal vivo nel 1988 al Palatrussardi di Milano (17 settembre), al Palasport di Pordenone (26 settembre) e al Teatro dell'Istituto Culturale dell'Ambasciata d'Italia a Praga (3 ottobre).
Il disco contiene una canzone inedita: Ti ricordi quei giorni.
Sull'origine di questo disco, ricordando il periodo dei suoi inizi come cantautore, Guccini racconta che: «la cosa più bella, per le canzoni, fu la scoperta che con una chitarra potevi raccontare quello che volevi, che sentivi, che ti veniva da dire. Uno strumento di comunicazione eccezionale, al di là di poesie e altre cose sulla carta che spesso rimanevano lì, sterili; una botta a caldo improvvisa e che improvvisamente usciva e girava per le strade e magari capitavi in una osteria sconosciuta e sentivi uno sconosciuto che armato di una chitarra come la tua cantava proprio la tua canzone, quella che avevi scritto una settimana prima, che avevi cantato ad un amico che, l'aveva cantata in giro e qualcun altro l'aveva ripresa e così via. Prima dell'industria discografica, pura trasmissione orale».
Così Guccini rispolvera alcune sue vecchie canzoni di quel periodo: «altri giorni e le pause e le domande; un po' tutto come oggi quell'ieri. Le canzoni sono qui, cambiate negli arrangiamenti perché quelli li senti decisamente datati, ma parole e note probabilmente capaci di svolgere ancora la loro funzione di comunicare, se le canto a gente che forse non era ancora nata quando le ho scritte ma che le accoglie ancora con entusiasmo»

## Tracce
Testi e musiche di Francesco Guccini.
1. Due anni dopo – 6:15
2. Auschwitz – 5:26
3. Ti ricordi quei giorni – 4:08
4. L'ubriaco – 4:02
5. Giorno d'estate – 3:49
6. Primavera di Praga – 4:52
7. L'albero e io – 5:20
8. Per quando è tardi – 4:43
9. Dio è morto – 3:25
10. Al trést – 5:43

Durata totale: 47:43

## Formazione
- Vince Tempera (tastiere)
- Ellade Bandini (batteria)
- Juan Carlos "Flaco" Biondini (chitarre)
- Roberto Manuzzi (sassofoni, armonica e tastiere)
- Ares Tavolazzi (basso)